# マックス・ゲルソン
マックス・ゲルソン（Max Gerson, 1881年10月18日 - 1959年3月8日）は、ドイツ生まれのアメリカ合衆国の医師。食事に基づいた代替的がん治療法であるゲルソン療法を開発し、がんとほとんどの慢性、変性疾患を治癒することができると主張した。
ゲルソンは、書籍 A Cancer Therapy: Results of 50 Cases (1958) の中で自身のアプローチについて記述している。アメリカ国立がん研究所はゲルソンの主張の評価を行い、彼のデータは治療の利点を示していないと結論付けた。ゲルソン療法は効果がないだけでなく危険性も存在する。

## ヨーロッパ
ゲルソンは1881年10月18日にドイツ帝国Wongrowitz（現在のポーランドWągrowiec）に生まれた。1909年、彼はアルベルト・ルートヴィヒ大学フライブルクを卒業した。彼は28歳の時にBreslau（現在のポーランド・ヴロツワフ）で開業医となり、後にビーレフェルトで内科と神経疾患の専門医となった。1927年までに結核の治療を専門とするようになり、Gerson-Sauerbruch-Hermannsdorfer dietを開発し、結核治療の大きな進展であると主張した。当初は、彼は片頭痛と結核の治療として自身の治療法を利用していた。1928年、彼はそれをがんの治療法として主張しはじめた。彼は1933年にドイツを去り、まずウィーンに移住してWest End Sanatoriumに勤務した。ゲルソンはウィーンで2年を過ごし、その後フランスに移ってパリ近郊のクリニックに出入りし、1936年にはロンドンへ移動した。その直後、彼はアメリカ合衆国へ移りニューヨークに移住した。

## アメリカ合衆国
ゲルソンは1936年にアメリカ合衆国に移住し、医師免許試験に合格して1942年には市民権を得た。彼の残りの家族はナチスの手によって死亡した。ゲルソンはアメリカ合衆国で彼の食事療法を何人かのがん患者に用いて良好な結果を得たと主張したが、他の勤務医は彼の方法論や主張は説得力がないと判断した。ゲルソン療法の支持者は、ゲルソン療法が奏功した証拠の発表を医学界の権威が妨害したという陰謀論を信じている。1958年、ゲルソンは書籍 A Cancer Therapy: Results of 50 Cases を出版し、彼が50人の末期がん患者を治癒したと主張した。1953年にゲルソンの医療過誤保険は継続されないこととなり、1958年に彼のニューヨークでの医師免許は2年間停止された。ゲルソンは1959年3月8日に肺炎のために死去した。

## ゲルソン療法
当初、ゲルソンは自身の治療法を片頭痛と結核の治療として利用していた。1928年、彼はそれをがんの治療に利用し始めた。
ゲルソン療法は、疾患は正体不明の毒素の蓄積によって引き起こされるという考えに基づいており、毎時のオーガニックジュースとさまざまなサプリメントとともに、主に菜食によって患者の治療を試みる。腫瘍は膵臓の酵素の不足によって発症するという未証明の前提のもと、動物性タンパク質は食事から除かれている。加えて、患者はコーヒー、ひまし油、そして時には過酸化水素やオゾンによる浣腸が行われる。
ゲルソンの死後、彼の娘シャルロッテ・ゲルソン（Charlotte Gerson）がこの治療法の宣伝を続けており、1977年には"Gerson Institute"を設立した。オリジナルのプロトコルには仔牛の生の肝臓の経口摂取が含まれていたが、1979年1月から1981年3月にかけて10人の患者がカルフォルニア州サンディエゴ周辺の病院にカンピロバクターCampylobacter fetusによる稀な感染症で入院した（そのうち5人は昏睡状態となった）ことを受けて1980年代に廃止された。この感染症は生の肝臓を用いたゲルソン療法を受けた後にのみ見られた（このウシの病原菌となる微生物による敗血症はアメリカ疾病予防管理センターでは過去2年間に他の症例は報告されていなかった）。10人の入院患者のうち9人は、メキシコのティフアナで治療を受けており、10人目は自宅でゲルソン療法を受けていた。患者のうちの1人は転移性メラノーマを患っており、敗血症の後1週間以内に死亡した。患者の多くは低ナトリウム血症であり、ゲルソン療法の食事の極めて低いナトリウム量と関係していると考えられている。写真家のゲイリー・ウィノグランドはティフアナのゲルソン・クリニックで胆嚢がんのため死去した。

### エビデンス
ゲルソン療法は独立機関による試験やランダム化比較試験が行われておらず、そのためアメリカ合衆国での売り込みは違法である。ゲルソンは50人の患者の治療に成功したという主張を議論した書籍を出版しているが、アメリカ国立がん研究所（NCI）によるレビューでは、ゲルソンの主張が正確であるといういかなる証拠も見つけることはできなかったとされた。NCIはin vivoでの動物研究が行われていないことを指摘した。同様に、代替医療の文献で発表されたGerson Instituteのスタッフによる症例集積研究には手法論的欠陥があり、独立した第三者が主張を再現することができていない。
独立して治療法の結果を確認する試みは失敗している。1980年代の初頭にサンディエゴの病院でゲルソン療法によって病気になった13人の患者の集団の評価が行われたが、13人すべてで活発ながんが残っていることが判明した。Quackwatchによる調査では、Gerson Instituteによる治癒の主張は、実際の生存の証拠書類ではなく、「退院する患者が『合理的な生存可能性がある』という医師の推定に加え、研究所のスタッフが往診した人々の状態について感じたことの組み合わせ」に基づいていると判明した。
Journal of Naturopathic Medicineに1994年に発表された論文では、ティフアナの39人のゲルソン患者の追跡を試みた。がんの存在とそのステージを確認するために患者へのインタビューが用いられたが、大部分の患者は自身の腫瘍のステージを把握しておらず、医療記録も利用できなかった。大部分の患者は追跡調査を行うことができず、追跡に成功した患者は最終追跡段階で10人が死亡し6人が生存していた。この研究のレビューでは、「大部分の患者が追跡できず、詳細な医療記録にアクセスできず、患者のステージに関する情報は信頼できない」ことを含む「明白な欠陥」が指摘された。著者自身は結果は不明であると見なしている。
アメリカがん協会は「ゲルソン療法ががん治療に効果があるという信頼性の高い科学的エビデンスは存在せず、その原理は医学界では広く受容されているわけではない。アメリカ合衆国ではその利用は承認されていない」と報告した。1947年、NCIはゲルソンによって提出された10例の治癒の主張をレビューしたが、すべての患者が並行して標準的な抗がん剤治療を受けており、仮に効果があったとしても、それがゲルソン療法によるものであるのか決定することはできなかった。メモリアル・スローン・ケタリングがんセンターによるゲルソン療法のレビューは「もしそのような治療法が系統的に評価され、適切な補助療法として見なされたいと支持者が願うならば、詳細な記録（単純な生存率以上のもの）を提供し、証拠として適切にコントロールされた前向き研究を行う必要がある」と結論付けた。1959年、NCIは再びゲルソンによって治療された患者の症例をレビューした。NCIは利用可能な情報はそのレジメンの利点を証明していないと判断した。 Cancer Research UKは「利用可能な科学的エビデンスは、ゲルソン療法ががんを治療できるとのいかなる主張をも支持しない...ゲルソン療法は健康を大きく害する可能性がある」と述べた。

### 安全性への懸念
ゲルソン療法はいくつかの大きな健康問題をもたらす可能性がある。治療の一部の直接的な結果として、重度の電解質バランス異常を含む重症疾患や死亡が発生している。浣腸の継続的使用によって結腸の正常な機能が弱められ、便秘や大腸炎の発症や悪化が引き起こされる可能性がある。他の合併症としては、脱水、重症感染症、重度の出血などが含まれる。
ゲルソン療法は、妊婦や授乳中の女性に特に有害である可能性がある。
コーヒー浣腸は、アメリカ合衆国で少なくとも3人の死に関係している。コーヒー浣腸は「大腸炎、体液や電解質バランスの異常、そして時には敗血症を引き起こす可能性がある」。ゲルソン療法で推奨される食事は栄養学的に適当ではない。その食事は標準的な医療ケアを置き換えた患者の死の原因であるとされる。
ゲルソン療法だけに依存してがんに対する標準的な医療ケアを避けたり遅らせたりすると、深刻な健康問題が生じる。"The Wellness Warrior"として知られていたJessica Ainscoughは、がんと診断された後ゲルソン療法の主要な支持者となった。彼女は医学的治療を拒否して厳格にその食事に従い、その進行を人気のブログに記録した。彼女は2015年2月に30歳でがんで死亡した。